# 2017 en Tunisie
Chronologie de la Tunisie
- 2013
- 2014
- 2015
- 2016
- 2017
- 2018
- 2019
- 2020
- 2021

Cet article présente les faits marquants de l'année 2017 en Tunisie ou relatifs à la Tunisie.

## Événements
- 8 janvier : une manifestation contre le retour des djihadistes partis combattre en Syrie, en Irak ou en Libye[1].
- 22 février : une loi est votée par l'Assemblée des représentants du peuple qui protège des dénonciateurs et lanceurs d'alerte en matière de corruption[1].
- 3 mars : la chancelière allemande Angela Merkel est en visite à Tunis[1].
- 20 avril : des habitants du Kef manifestent pour protester contre la marginalisation de leur région[1].
- 29 avril : des manifestations contre le projet de loi de « réconciliation économique et financière » du président Béji Caïd Essebsi prévoyant d'amnistier les personnes condamnées pour corruption[2].

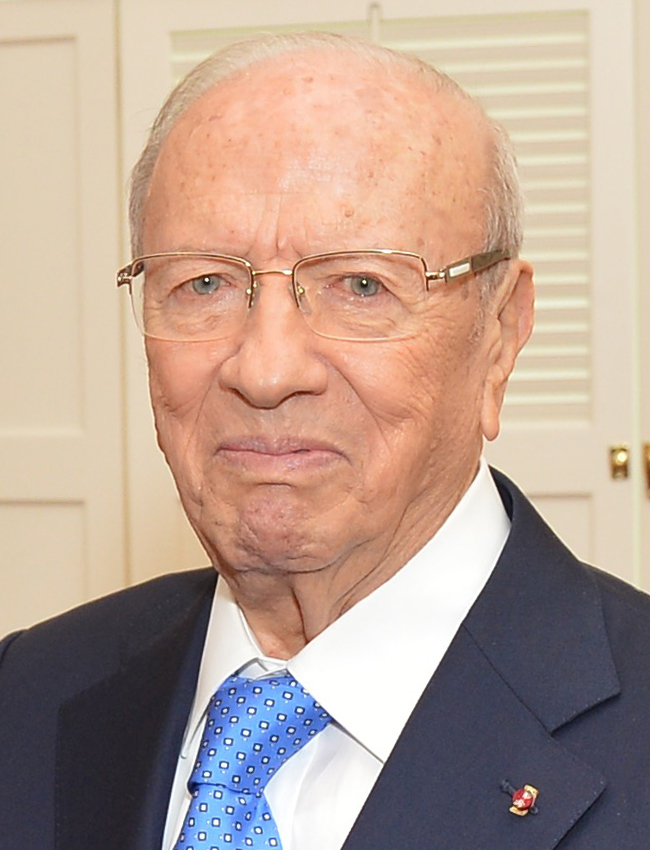
Béji Caïd Essebsi.

- 1er juin : quatre jeunes ayant fumé et mangé en public pendant le ramadan sont condamnés par le tribunal de Bizerte[2].
- 11 juin : le mouvement Mouch Bessif organise une manifestation à Tunis pour défendre le droit de manger et de boire en public au cours du mois de ramadan[2].
- 16 juin : le sit-in d'El Kamour, un mouvement de protestations, a lieu dans la région pétrolière d'El Kamour dans le gouvernorat de Tataouine, au sud de la Tunisie, du 23 avril au 16 juin, date à laquelle un accord est signé entre le gouvernement et les manifestants.
- 26 juillet : une loi protégeant les femmes victimes de violences est adoptée ; la disposition qui prévoyait l'abandon des poursuites contre l'auteur d'actes sexuels sur mineures s'il épousait la victime est supprimée[2].
- 6 septembre : un vaste remaniement ministériel mené par le chef du gouvernement Youssef Chahed[2].
- 8 septembre : l'opposant et cousin au roi du Maroc, le prince Moulay Hicham, est expulsé par la police tunisienne (ar) ; il participait à un séminaire sur la démocratie au Moyen-Orient à Tunis[2].
- 14 septembre : l'interdiction aux femmes tunisiennes d'épouser un non-musulman est levée[2].
- 17 décembre : un appel à « défendre le pays, la Constitution et les libertés » contre l’« offensive antidémocratique » est lancé à l'occasion de l'anniversaire de la révolution de 2011[2].
- 22 décembre : les femmes tunisiennes sont interdites de vol sur les avions de la compagnie Emirates ; la raison de cette interdiction est donnée le 24 décembre par le gouvernement émirati : elles sont soupçonnées de préparer des attentats aux Émirats arabes unis[2].

## Sports

### Athlétisme
- Championnats de Tunisie d'athlétisme 2017

### Aviron
- Championnats d'Afrique d'aviron 2017

### Basket-ball
- Championnat d'Afrique masculin de basket-ball 2017
- Coupe d'Afrique des clubs champions de basket-ball 2017
- Coupe de la Fédération masculine de basket-ball 2017
- Championnat de Tunisie masculin de basket-ball 2016-2017
- Championnat de Tunisie masculin de basket-ball 2017-2018
- Coupe de Tunisie masculine de basket-ball 2016-2017
- Coupe de Tunisie masculine de basket-ball 2017-2018

### Football
- Équipe de Tunisie de football en 2017
- Championnat de Tunisie de football 2016-2017
- Championnat de Tunisie de football 2017-2018
- Coupe de Tunisie de football 2016-2017
- Coupe de Tunisie de football 2017-2018
- Championnat de Tunisie de football de deuxième division 2016-2017
- Championnat de Tunisie de football de deuxième division 2017-2018
- Championnat de Tunisie de football de troisième division 2017-2018
- Saison 2017-2018 de l'Étoile sportive du Sahel
- Saison 2017-2018 de l'Avenir sportif de Gabès
- Saison 2017-2018 du Stade gabésien
- Saison 2017-2018 de l'Espérance sportive de Tunis

### Handball
- Ligue des champions d'Afrique masculine de handball 2017
- Championnat de Tunisie masculin de handball 2016-2017
- Championnat de Tunisie masculin de handball 2017-2018
- Coupe de Tunisie masculine de handball 2016-2017
- Coupe de Tunisie masculine de handball 2017-2018

### Pétanque
- Championnats d'Afrique de pétanque 2017

### Volley-ball
- Championnat de Tunisie masculin de volley-ball 2016-2017

## Culture
- L'Éveil d'une nation, exposition artistique tunisienne issue d'un partenariat public-privé entre l'Institut national du patrimoine et la Fondation Rambourg Tunisie, a pour objectif de sauvegarder la collection de tableaux de l'Institut national du patrimoine liée au règne des Husseinites, former des restaurateurs et aboutir à cette exposition.
- Journées cinématographiques de Carthage 2017, 28e édition du festival, se déroulent du 4 au 11 novembre.
- L'Amour des hommes, film franco-tunisien de Mehdi Ben Attia, sorti en 2017.
- Au-delà de l'ombre, documentaire franco-tunisien réalisé par Nada Mezni Hafaiedh, sorti en 2017.
- La Belle et la Meute, thriller tunisien, réalisé par Kaouther Ben Hania, sorti en 2017.
- El Jaida, film tunisien réalisé par Salma Baccar, sorti en 2017.
- L'Ordre des choses, film dramatique franco-tuniso-italien réalisé par Andrea Segre, sorti en 2017.
- Vent du nord, film dramatique franco-belgo-tunisien réalisé par Walid Mattar, sorti en 2017.
- 22 avril : le Comar d'or est attribué à :
  - Jihaad Naeem (جهاد ناعم, soit Soft Jihad), ouvrage en langue arabe de Mohamed Aissa Meddeb ;
  - deux ouvrages en langue française : Passe l'intrus de Béchir Garbouj et L'Amas ardent de Yamen Manaï.

## Naissances en 2017
- Naissance en Tunisie en 2017

## Décès en 2017
- Décès en Tunisie en 2017